# Кобиленков Михайло Васильович
Михайло Васильович Кобиленко́в (21 вересня 1922, Ахмат — 22 квітня 2002, Севастополь) — український художник; член Спілки радянських художників України з 1958 року.

## Біографія
Народився 21 вересня 1922 року в селі Ахматі (нині Красноармійський район Саратовської області, Російська Федерація). Брав участь у німецько-радянській війні: льотчик-штурмовик, воював на 1-му Білоруському фронті. Мав військове звання молодшого лейтенанта. Нагороджений орденами Червоної Зірки (25 квітня 1945), Вітчизняної війни ІІ ступеня (6 квітня 1985). Член КПРС.
Упродовж 1946—1952 років навчався у Харківському художньому інституті у Григорія Бондаренка, Михайла Дерегуса, Володимира Яценка, Олексія Кокеля. Дипломна робота — ілюстрації до роману «Омелян Пугачов» В'ячеслава Шишкова (керівник Йосип Дайц; премія Спілки художників СРСР за 1952 рік).
Протягом 1952—1963 років обіймав посаду директора Ужгородської картинної галереї, одночасно у 1952—1958 роках викладав в Ужгородському державному художньо-промисловому училищі.
У 1963—1967 роках працював у Севастопольських художньо-виробничих майстернях; у 1967—1970 роках викладав у Севастопольській дитячій художній школі; у 1971—1075 роках обіймав посаду директора Севастопольського художнього музею; з 1975 року продовжив працювати у Севастопольських художньо-виробничих майстернях. Мешкав у Севастополі в будинку на вулиці Пожарова, № 24, квартира № 11 та у будинку на вулиці Дмитра Ульянова, № 22, квартира № 36. Помер у Севастополі 22 квітня 2002 року.

## Творчість
Працював у галузях станкового живопису, станкової та книжкової графіки. У реалістичній манері створював пейзажі, портрети, натюрморти, жанрової картини. Серед робіт:
графіка
- «Дівчина з Верховини» (1954);
- «Верховинка з книгою» (акварель, 1958);
- «Доярка Г. Сличко» (картон, 1960);
- «Подвір'я» (1968);
- «Комсорг, старший сержант міліції В. Зубарев» (1977);
- «Мигдаль квітне» (1980);

живопис
- «Долина Шауль» (1955);
- «Ставне» (1956, Севастопольський художній музей);
- «Верховинський пейзаж» (1956, варіант — 1960—1961);
- «Бокораші» (1957);
- «Промені» (1960);
- «Зима. Лісковиці» (1963);
- «У горах» (1965);
- «Карпати. Ужок» (1969);
- «Севастополь. Осінь» (1971);
- «Осінь» (1973);
- «Херсонес. Білий будинок» (1973);
- «Весна на Алсу» (1973);
- «Гірський пейзаж» (1974, Севастопольський художній музей);
- «Дозорний обхід» (1974);
- «Севастополь. Штиль» (1975);
- «Ранок. Севастополь» (1977);
- «Севастопольське подвір'я» (1978);
- «Севастополь. Набережна Артилерійської бухти» (1978);
- «Севастопольський дворик» (1978);
- «Матроський спуск» (1979);
- «Алсу» (1982);
- «Херсонес» (1983);
- «Набережна» (1984);
- «Херсонеська базиліка» (1995).

Ілюстрував та оформив книжки для Закарпатського обласного книжкового видавництва:
- «Верховино, світку ти наш» Матвія Тевельова (1954);
- «Друзі-товариші» Георгія Синельникова (1956).

Брав участь у республіканських виставках з 1954 року. Персональна виставка відбулася в Ужгороді у 1960 році.